# Reserva da biosfera Ziemeļvidzemes

A Reserva da biosfera Ziemeļvidzemes (em letão:  Ziemeļvidzemes biosfēras rezervāts) é a única reserva da biosfera na Letónia. Está situada na parte norte do país, ao longo da fronteira com a Estónia.

## Principais características
- Coordenadas: 57 ° 20 'a 58 ° 10' N, 24 ° 20 'a 26 ° 00' E
- Área: 4576 km ² (cerca de 6% da Letónia), da qual
- Santuários: 184,4 km ²
- Paisagem protecção zonas: 1 600 km ²
- Neutro zonas: 1 625,6 km ²
- Mar do litoral até a profundidade de 10 m: 1 160 km ²
- Altura acima do nível do mar: 0 – 127 m

Principais ecossistemas: florestas temperadas de coníferas e mistas. Todos os tipos de floresta representados Letónia, alta pântanos, litoral massives dunas, praia prados, prístinas praias, lagos e córregos naturais, falésias arenito.

## Valores
A reserva inclui grande variedade de diversos recursos naturais e dos habitats semi-naturais, que inclui vastas áreas de paisagem primitiva e tradicional. Área menor natureza inclui 51 áreas protegidas.
Do ponto de vista turístico, os pontos de interesse da Reserva da Biosfera do Norte Vidzeme são:
- rio Salaca - principalmente com o seu fluxo rápido, as múltiplas formações de arenito e cavernas, próprios para vários dias de visita de barco. Um destino popular de turismo local é a cidade de Mazsalaca - onde o rio Salaca tem um especialmente impressionante canyon incluindo um famoso eco de um precipício - Skaņaiskalns. As maiores grutas naturais da Letónia estão localizados no Salaca - as chamadas grutas X (mais de 300 m de comprimento).
- praia Vidzeme - pristina praia arenosa de arenito com falésias, cachoeiras, rochedos;
- lago Burtnieks

## História
Em 1990 governo letão criado Norte Vidzeme regional na conservação da natureza complexa das fronteiras da actual reserva da biosfera. Lá foi criado com a administração do banco na cidade e começou Salacgrīva activa planeamento trabalho para criação da primeira reserva da biosfera no país. Projeto foi ambiciosa, porque a nova natureza da área protegida demorou cerca de 6% da área da Letónia, incluindo várias cidades, indústrias e infra-estrutura objetos.
A Reserva da Biosfera foi criada oficialmente em 11 de Dezembro de 1997, e faz parte da Rede Mundial de Reservas da Biosfera.

## Administração
A administração está à beira-mar na vila de Salacgrīva, no edifício histórico redesenhado. Pessoal - 11 pessoas. Alguns membros do pessoal estão localizados em outras áreas da grande reserva.